# Gerry Schum
Gerry Schum (Colonia, 15 settembre 1938 – Düsseldorf, 23 marzo 1973) è stato un gallerista tedesco, che scavalcò le tradizionali istituzioni di promozione dell'arte e proponendo la televisione come luogo deputato.

## Biografia
Studiò a Monaco di Baviera all'Istituto per il Film e la Televisione e a Berlino presso l'Accademia del Film e della Televisione. Produssee subito nel 1967 due documentari per la TV sul mercato dell'arte. Fu importante per aver proposto nel dibattito critico film e video come mezzi autonomi per la produzione e la comunicazione dell'arte contemporanea, che potevano aggirare il sistema dell'arte (musei e gallerie) attraverso la trasmissione televisiva delle opere video prodotte, sottraendole così alla privatizzazione e alla tesaurizzazione praticata dal collezionismo. Si impose all'attenzione internazionale con il suo film Land Art, che documentava le grandi installazioni prodotte dagli artisti americani di Earth Art collocate nei deserti degli Stati Uniti che andavano a modificare e interagire sul paesaggio naturale.
Nel 1969 annuncia l'apertura a Düsseldorf la sua Television Gallery, proponendo film di otto artisti. Trasferito in video Land Art fu acquistato e trasmesso nell'aprile 1969 da una rete televisiva berlinese, la Freies Berlin, e l'anno successivo Schum produsse Identifications intervistando le azioni di innumerevoli artisti come Joseph Beuys, Mario Merz, Alighiero Boetti, Daniel Buren, Walter De Maria, Richard Long e Giliberto Zorio. Come sempre accade la novità di Land art fu mostrata negli spazi d'arte più importanti d'America e d'Europa, ispirando nuovi scenari di business consentiti dall'uso del video, dando il via a molte imprese (anche italiane) che tentarono il successo con la produzione di Videoarte.